# トゥスコラーナ街道
トゥスコラーナ街道 (via Tuscolana) は、ローマのサン・ジョヴァンニ門 (Porta San Giovanni) を起点に、カステッリ・ロマーニにあるトゥスコロ（現在のフラスカーティ、古くはトゥスクルム）の街までの中世の街道である。カステッリより南（アリッチャとアルバーノ）の場所を結ぶアッピア街道の行程に並んでいる。
フェリクス水道（1586年）は、シクストゥス5世が献納した事業により実現した陸橋により街道を跨いでおり、現在ではフルバ門として知られている。陸橋の近くで教皇は旅行者のために泉を建設し、1723年にクレメンス12世により再建された。
街道は現在、ローマ王広場の一部で、フラスカーティまで到達していて、その名前をチネチッタからクアドラーロまでの街の南東四半分のクアルティエーレ・トゥスコラーノに与えた。